# 11325 Славіцький
11325 Славіцький (11325 Slavický) — астероїд головного поясу, відкритий 17 вересня 1995 року.
Тіссеранів параметр щодо Юпітера — 3,432.
Названо на честь Клемента Славіцького (чеськ. Klement Slavický; 1910 — 1999) — чеського композитора.